# Homerville
Homerville is een plaats (city) in de Amerikaanse staat Georgia, en valt bestuurlijk gezien onder Clinch County.

## Demografie
Bij de volkstelling in 2000 werd het aantal inwoners vastgesteld op 2803.
In 2006 is het aantal inwoners door het United States Census Bureau geschat op 2777, een daling van 26 (-0,9%).

## Geografie
Volgens het United States Census Bureau beslaat de plaats een oppervlakte van
5,7 km², geheel bestaande uit land.

## Plaatsen in de nabije omgeving
De onderstaande figuur toont nabijgelegen plaatsen in een straal van 44 km rond Homerville.